# Heaney (cráter)
Heaney es un cráter de impacto de 125 km de diámetro del planeta Mercurio. Debe su nombre al poeta irlandés Seamus Heaney (1939-2013), y su nombre fue aprobado por la  Unión Astronómica Internacional en 2017.